# Бладспорт
Бладспорт (англ. Bloodsport) — персонаж всесвіту DC Comics, ворог Супермена. Вперше з'являється в 
Superman vol. 2, #4 (червень 1987) і був створений письменником і художником Джоном Бірном. Оригінальний Бладспорт вперше з’явився у випуску Superman vol. 2, #4 (квітень 1987 р.). Бладспорт є противником супергероя Супермена, а найбільш помітним втіленням став Роберт Дюбуа.

## Біографія вигаданого персонажа
Роберт Дюбуа — ухилянт від призову у В'єтнамі, який мав психічний зрив і став одержимий війною у В'єтнамі, дізнавшись, що замість нього пішов його брат. Дюбуа був призваний служити у Збройних силах США, але отримавши повідомлення про призов, Дюбуа втік до Канади через те, що боявся смерті. Молодший брат Дюбуа, Майкл, повідомив про призов замість нього, видавши себе за Роберта. Майкл Дюбуа був відправлений на фронт у В'єтнам, де він втратив руки і ноги. Дізнавшись, що його брат втратив кінцівки, Роберт Дюбуа зійшов з розуму від провини.
Роберт зв'язався з людьми, знайомими з мільярдером Лексом Лютором, який шукав людину для вбивства Супермена. Оперативники Лютора під керівництвом людини на ім'я Кімберлі зіграли на переживаннях Дюбуа, щоб психологічно обумовити його бажанням убити Супермена. Вони також оснастили Роберта арсеналом потужної зброї, яка включала пістолет, що стріляв голками криптоніту. Потім Дюбуа почав діяти в Метрополісы, назвавши себе Бладспорт. Тепер він стверджував, що і його брат, і він служили у боях у В'єтнамі і були там поранені. Висловлюючи лють на мешканців Метрополісу за те, що вони втратили свободу, яку він стверджував, що його брат і він боролися захищати, Bloodsport без розбору вбив десятки невинних людей. У своєму першому зіткненні з Суперменом Bloodsport сильно послабив його кулею з криптоніту. Після отримання медичної допомоги Супермен ще раз зіткнувся з Bloodsport. Навіть Лютор, обурений вбивствами Bloodsport такої кількості людей через увагу, яку це приверне до його нападу, намагався зупинити божевільного вбивцю. Супермену вдалося вивести з ладу пристрій телепортації Bloodsport, який використовував для приведення зброї. Потім Bloodsport погрожував підірвати блок живлення свого телепортатора, підірвавши десять квадратних миль міста. Однак друг Супермена Джиммі Олсен дізнався про справжню особу Bloodsport і знайшов його брата. Зіткнувшись з Майклом, Bloodsport розбився від горя і був взятий під варту.
DuBois має коротку зустріч з Deadshot, яку врешті -решт розлучили Супермен і Бетмен. Він також з'явився в JLA/Месники як лиходій, який підстерігає Vision та Aquaman з групою інших лиходіїв. Пізніше він бореться зі Сталлю, але стримується Хелом Джорданом. Дюбуа залишався у в'язниці кілька років і врешті -решт заслужив ворожнечу іншого в'язня на острові Страйкер, який з тих пір прийняв ім'я Bloodsport: Олександр Трент. Оскільки расова напруга почала охоплювати острів Страйкер, начальник в'язниці вирішив провести боксерський матч між Дюбуа і Трентом. Він вважав, що це ідеальний спосіб дозволити в’язням висловити свої розчарування, не провокуючи подальших актів насильства. Щоб захистити ситуацію, наглядач попросив Супермена судити матч. Однак спалахнув бунт, в результаті чого Дюбуа заволодів однією зі зброї Трента і використав її для прориву діри у стіні в’язниці. Дюбуа побіг за свободою, але, очевидно, був розстріляний озброєними тюремними охоронцями у сторожовій вежі.